# Красовский, Сергей Александрович
Серге́й Алекса́ндрович Красо́вский (20 октября 1894, Войново-Гора, Владимирская губерния — 18 декабря 1971, Москва) — советский оперный певец (бас), Заслуженный артист РСФСР (1937)

## Биография
Родился в семье сельского священника.
Пел в хоре Владимирской духовной семинарии, когда учился в ней; затем — в архиерейском хоре владимирского Успенского кафедрального собора. Учился у А. Ляховича в частной музыкальной школе Петра Ставровского (Владимир), затем — у Ахилла Де-Рома; пел в открытых концертах. В 1917 году поступил в Московский университет, брал частные уроки у солиста Оперы Зимина А. В. Секара-Рожанского. В 1927 г. окончил Московскую консерваторию (класс В. С. Тютюнника, затем Н. Г. Райского). Будучи студентом консерватории, участвовал в оперных спектаклях.
В 1928—1956 годы — солист Большого театра.
Увлекался футболом; играл в качестве нападающего.

## Творчество
Обладал басом profundo с глубокими низкими нотами диапазоном в две с половиной октавы.

Глубокий голос Сергея Красовского в созвучии впечатляющей густоты с необычной яркостью крайних нот верхнего регистра является одним из превосходнейших образцов великой русской традиции истинных басов profundo.— Ж.-Ш. Оффеле, французский критик (цит. по:)
На сцене Большого театра исполнил более 50 партий, в их числе:
- Светозар — «Руслан и Людмила» М. И. Глинки
- Кончак — «Князь Игорь» А. П. Бородина
- Досифей — «Хованщина» М. П. Мусоргского
- Гремин — «Евгений Онегин» П. И. Чайковского
- Чуб — «Черевички» П. И. Чайковского
- Голова — «Майская ночь» Н. А. Римского-Корсакова
- Князь Юрий — «Сказание о невидимом граде Китеже и деве Февронии» Н. А. Римского-Корсакова
- Варяжский гость; Морской царь — «Садко» Н. А. Римского-Корсакова
- Малюта Скуратов, опричник; Собакин — «Царская невеста» Н. А. Римского-Корсакова
- Князь Токмаков — «Псковитянка» Н. А. Римского-Корсакова
- царь Салтан — «Сказка о царе Салтане» Н. А. Римского-Корсакова
- дед Мороз — «Снегурочка» Н. А. Римского-Корсакова
- Дубровский — «Дубровский» Э. Ф. Направника
- князь Гудал — «Демон» А. Г. Рубинштейна
- командир Голиков — «Броненосец „Потёмкин“» О. С. Чишко
- Сашка — «Тихий Дон» И. И. Дзержинского
- Фрол Дамасков — «Поднятая целина» И. И. Дзержинского
- Старый солдат — «Декабристы» Ю. А. Шапорина
- Максимыч — «Бэла» А. Н. Александрова
- Дворецкий — «Тупейный художник» И. П. Шишова
- Марсель — «Гугеноты» Дж. Мейербера
- Спарафучиле — «Риголетто» Дж. Верди
- Феррандо — «Трубадур» Дж. Верди
- Анджелотти — «Тоска» Дж. Пуччини
- Вальтер Фюрст — «Вильгельм Телль» Дж. Россини

### Роли в кино
- 1954 Борис Годунов — Никитич, пристав

### Дискография
| год  | роль         | произведение                                              | композитор             | дирижёр                  | лейбл                                                                            |
| ---- | ------------ | --------------------------------------------------------- | ---------------------- | ------------------------ | -------------------------------------------------------------------------------- |
| 1937 |              | От края и до края (из оперы «Тихий Дон»)                  | И. И. Дзержинский      | С. А. Самосуд            | Грампласттрест; 5790                                                             |
| 1938 |              | Серенада четырёх кавалеров                                | А. П. Бородин          |                          | Ногинский завод грампластинок; В 6459-60                                         |
| 1938 |              | Куплеты водовоза, Квартет поваров (из к/ф «Волга, Волга») | И. О. Дунаевский       | А. И. Орлов              | Апрелевский завод грампластинок — 7607-8; Ногинский завод грампластинок — В 7608 |
| 1951 | Голова       | «Черевички» (запись 1948 г.)                              | П. И. Чайковский       | А. Мелик-Пашаев          | Д 089-96                                                                         |
| 1952 | Пристав      | «Борис Годунов»                                           | М. П. Мусоргский       | Н. С. Голованов          | Royale                                                                           |
| 1959 | Пристав      | (запись 1949 г.)                                          | М. П. Мусоргский       | Н. С. Голованов          | Д 05836-43                                                                       |
| 1952 | Дземба       | «Галька»                                                  | С. Монюшко             | К. П. Кондрашин          | Апрелевский завод грампластинок; Д 0538-43                                       |
| 1964 | Дземба       | «Галька»                                                  | С. Монюшко             | К. П. Кондрашин          | «Мелодия»; Д 013687-90                                                           |
| 1952 | Пан Голова   | «Майская ночь»                                            | Н. А. Римский-Корсаков | В. В. Небольсин          | Д 0592-7                                                                         |
| 1959 | Пан Голова   | (запись 1948 г.)                                          | Н. А. Римский-Корсаков | В. В. Небольсин          | «Мелодия»; Д 05404-9                                                             |
| 1953 | Морской царь | «Садко»                                                   | Н. А. Римский-Корсаков | Н. С. Голованов          | «Мелодия»; Д 01480-87                                                            |
| 1956 | Гудал        | «Демон»                                                   | А. Г. Рубинштейн       | А. Гаук, А. Мелик-Пашаев | «Аккорд» Д 01953-9, Д-02739                                                      |
| 1964 | Чуб          | «Ночь перед Рождеством» (запись 1948 г.)                  | Н. А. Римский-Корсаков | Н. С. Голованов          | «Мелодия»; Д 013693-8                                                            |

Источники:
- Красовский Сергей. Каталог советских пластинок. Дата обращения: 4 марта 2015.
- Sergei Krassovsky на сайте Discogs

## Награды и признание
- Заслуженный артист РСФСР (1937)
- орден Трудового Красного Знамени (1951)[5] [2]

## Память
В 2009 г. в Орехово-Зуевском выставочном зале состоялся творческий вечер, посвящённый 115-летию со дня рождения С. А. Красовского.